# Bella Block: Der Fahrgast und das Mädchen
Der Fahrgast und das Mädchen ist ein Kriminalfilm des Regisseurs Torsten C. Fischer aus dem Jahr 2012 innerhalb der Krimireihe Bella Block. In der Hauptrolle verkörpert Hannelore Hoger die mittlerweile aus dem aktiven Dienst ausgeschiedene Hamburger Hauptkommissarin Bella Block, die von der Staatsanwaltschaft explizit gebeten wird, in einem Mordfall, der 30 Jahre zurückliegt, verdeckt in einer Schule zu ermitteln. Dem Drehbuch liegt in Teilen die Idee der Erzählung Der Fahrgast des Schriftstellers Franz Kafka aus dem Jahr 1913 zugrunde. Die Folge wurde am 11. Februar 2012 erstmals im ZDF ausgestrahlt.

## Handlung
Drei Schüler sind beim Abriss einer Gartenlaube zufällig in den Besitz einer scharfen Schusswaffe gelangt, mit der sie in einer Disconacht beinahe ein Blutbad anrichten, als sie damit unkontrolliert aus einem fahrenden Auto um sich schießen. Die Bilanz dieser Straftat: zwei aus der Waffe abgegebene Schüsse und ein verletzter Obdachloser, der einen Streifschuss abbekommen hat. Nachdem es gelungen ist, die Schüler, zwei Jungen und ein Mädchen, zu identifizieren, wird die Kommissarin von Staatsanwalt Dr. Mehlhorn gebeten, in deren Schule verdeckt zu ermitteln. Hintergrund ist die Tatsache, dass zweifelsfrei feststeht, dass genau mit dieser Waffe vor 30 Jahren ein Banküberfall verübt wurde, bei dem eine junge Frau erschossen wurde und dessen genauen Tatumstände immer noch ungeklärt sind. Die Staatsanwaltschaft begründet diese Aussage damit, dass eine ballistische Untersuchung eines aus der Waffe abgeschossenen Projektils keinen anderen Schluss zulässt.
Die Kommissarin, die mittlerweile aus dem aktiven Dienst ausgeschieden ist, kommt dieser Bitte selbstverständlich nach, und nachdem sie sich bei der Schulleitung entsprechend angekündigt hat, stellt sie sich als Referentin für Gewaltprävention vor und kündigt an, diesbezüglich diverse Vorträge in der Schule halten zu wollen. Zunächst gelingt der Kommissarin die Maskerade auch, doch schon kurze Zeit später schöpfen die betroffenen drei Schüler, die nach wie vor abstreiten, überhaupt jemals im Besitz einer Waffe gewesen zu sein, Verdacht. Insbesondere Jana Winter, das an der Schießerei beteiligte Mädchen, fällt durch ihr übernervöses Verhalten auf. Nachdem ihre Tarnung komplett aufzufliegen droht, verlässt Bella Block die Schule, jedoch nicht, ohne sich jetzt absolut sicher zu sein, dass die drei betroffenen Schüler etwas verheimlichen.
Bella Block kommt auf die Idee, über die junge Lehrerin Mariam Brückner eine verdeckte Verbindung zu Jana Winter herzustellen, um auf diesem Wege doch noch mehr Hintergründe zu der Schießerei zu erfahren. Dann ist da auch noch Lenny Gravert, einer der beiden an der Schießerei beteiligten Jungen, der die Lehrerin Mariam Brückner schon längere Zeit verfolgt und zeitweise genau beobachtet. Es stellt sich heraus, dass er ein vereinsamter, aber hochintelligenter Gymnasiast ist, der sich sehr für die Schauspielerei zu interessieren scheint: Er zeigt ein übergroßes Engagement für ein Theaterstück, das Mariam Brückner an der Schule aufführen möchte. In dem Theaterstück erarbeiten die daran beteiligten Schüler, auf einer Grundlage von Kafkas Prosa „Der Fahrgast“, kleine Ausschnitte (man könnte sagen: Puzzleteile) aus ihrem eigenen Leben, aufgrund derer dann ein großes Puzzle zusammengesetzt werden soll, was für die Aufführung auf der Theaterbühne der Schule geeignet ist.
Für den jungen Schüler Lenny stellt sich diese Aufgabe als eine Zusammenführung dar, eine schicksalhafte Verbindung zwischen seiner, eher misanthropischen Welt zu der Glanzwelt der Lehrerin Mariam Brückner. Wie es sich zeigt, ist er felsenfest davon überzeugt, dass sich die von ihm geradezu vergötterte Lehrerin in ihrem Leben genauso einsam fühlen muss, wie er selbst. Deshalb fasst er einen Plan: Er beabsichtigt, sich der Waffe zu bemächtigen und somit direkt in das Erscheinungsfeld der Lehrerin und aller Umstehenden zu treten, mit allen Konsequenzen, die sein Handeln nach sich ziehen wird. Spätestens als Lenny im Theaterkurs die bedeutungsschwere Aussage „Die einzige Wahrheit ist doch, dass sich alles wiederholt – egal, was wir tun“ einwirft, scheint klar zu sein, dass Lenny den Zusammenhang zwischen der nächtlichen Schießerei und dem vor 30 Jahren verübten Banküberfall mit einer Todesfolge erkannt hat.
So wird im Laufe der Filmhandlung immer deutlicher, dass Lenny im Grunde ein junger Mensch ist, der tiefe Zweifel in sich hegt, was die Bindung zu seinem weltlichen Dasein betrifft, und ob dieses überhaupt einen Sinn für ihn haben kann.
Lennys Weissagungen, wie beispielsweise, dass die Lehrerin Mariam „nahe den Stufen, zum Aussteigen bereit“ ist, lassen die Kommissarin aufhorchen. Als Lenny die Prophezeiung „nur noch wenige Stufen zur endgültigen Wahrheit“ äußert, schrillen bei Bella Block sämtliche Alarmglocken.
Die Handlung endet, indem Bella Block gegenüber ihrem früheren Assistenten Jan Martensen den bedeutungsschwangeren Satz äußert: „Wir passen nicht mehr aufeinander auf, Martensen“. Dies stellt wiederum eine Hommage an Kafka dar, in dessen zugrunde liegender Erzählung es heißt: „[...]und bin vollständig unsicher in Rücksicht meiner Stellung in dieser Welt, in dieser Stadt“.

## Produktionsnotizen
Norbert Sauer produzierte die 32. Folge der Bella Block Reihe für die UFA im Auftrag des ZDF. Die Dreharbeiten begannen am 1. März 2011 und endeten am 3. April desselben Jahres. Gedreht wurde in Hamburg.
Die deutsche Hörfilm GGmbH erstellte im Auftrag des ZDF eine Hörfilmfassung der Folge, Sprecherin ist Uta Maria Torp.

## Kritiken
TV Spielfilm ist der Ansicht, dass der Film „[s]treckenweise etwas aufgesetzt [wirkt], aber [der] Anfang und [das] Ende [...] gespenstisch [sind]“.
Rainer Tittelbach resümiert, dass „Kafkas düstere Weltsicht [auf...] Bella Block“ treffe. Das Fazit des Kritikers lautet: „Gutes Drehbuch mit kleinen Ungereimtheiten, hochkonzentrierte Schauspieler, stimmungsvolle Inszenierung, süffiger Erzählfluss“.
Das Fazit des Lexikon des Internationalen Films lautet: „Routinierter, psychologisch ausgerichteter (Fernsehserien-)Kriminalfilm über lebensferne Wahnvorstellungen“.